# Goljak (otok)
Goljak je nenaseljeni otočić u hrvatskom dijelu Jadranskog mora.
Njegova površina iznosi 0,033 km². Dužina obalne crte iznosi 0,69 km.